# Guoxia
Debao
Le Guoxia (果下), petit cheval du Guangxi, ou encore Debao, est une race de poney ou de chevaux miniature originaire de Chine. Connu comme animal de compagnie à la cour des empereurs, il est redécouvert en 1981, année de création de son registre généalogique. 
Ce poney était jadis mis au travail dans les vergers. Il est désormais employé comme monture pour les jeunes enfants, un usage pour lequel il est très populaire. 

## Dénomination
Il porte le surnom de « poney sous l'arbre fruitier », qui aurait pour origine son utilisation dans les vergers. La race est aussi connue localement comme le « cheval des montagnes rocheuses », le poney des montagnes rocheuses, ou le « mini-cheval chinois ». Il s'agit de la même race que le Debao.

## Histoire
Le Guoxia semble très ancien, puisqu'il est mentionné sous la dynastie Han : il sert alors d'animal de compagnie pour les femmes et les concubines de l'empereur. Le même type de mention intervient sous la dynastie Song, où ce poney divertit les empereurs.
La race est considérée comme éteinte au XXe siècle, mais un millier de ces poneys sont officiellement re-découverts en 1981, lors d'une mission dans les montagnes rocheuses. Le registre généalogique du Guoxia est officiellement créé en avril 1981 avec une base de 390 animaux, sous l'impulsion du professeur Wang Tiequan, l'un des rares spécialistes des races de chevaux chinoises.

## Description
Il s’agit de la seule race de poney ou de cheval miniature reconnue comme telle en Chine, les autres étant considérés comme de petits chevaux. Son statut reste à éclaircir, car il ne présente pas toutes les caractéristiques propres aux poneys. Le Guoxia est très proche du Heihe avec lequel il partage son origine géographique. Il dépasse rarement 1 mètre de haut, sa petite taille restant constante quelle que soit l'alimentation qui lui est donnée et la région dans laquelle il est élevé. Cette taille va de 90 cm à 1,02 m. La taille moyenne des femelles est de 94.42±3.76 cm et celle des mâles de 98.35±4.55. 
Son génome a été analysé en 2011, révélant une grande quantité d'origines maternelles. 
Il se distingue des autres races chinoises par ses crins, crinière, queue et fanons, qui sont abondants et épais. Sa tête est courte et assez lourde, avec un profil rectiligne et de petites oreilles. L'encolure est épaisse et courte. Le garrot, le dos, le rein et la croupe se situent à la même hauteur, cette dernière étant légèrement inclinée. Le ventre est proéminent. Les jambes sont droites avec de solides articulations et des pieds de bonne qualité. Il possède des caractéristiques très primitives. 
La robe est généralement baie, rouanne ou grise. C’est un poney doux et calme.

## Utilisations
Historiquement, le Guoxia était mis au travail bâté dans les vergers. Des paniers lui étaient posés sur le dos et, grâce à sa petite taille, il pouvait se faufiler facilement sous les arbres pendant que les travailleurs remplissaient les paniers de fruits. Ce poney convient désormais très bien aux enfants ou à l’attelage, il est présent dans une vingtaine de parcs chinois dans les grandes villes. La demande en « mini-chevaux » est en augmentation, notamment pour les centres équestres.

## Diffusion de l'élevage
Il est considéré comme une race chinoise native,. Dans le Guangxi, le Guoxia se rencontre dans les xian de Debao, de Jingxi et de Tianyang, en zones montagneuses. Elle se trouve aussi dans le xian de Zhang, le Yunnan et le Sichuan. Néanmoins, la race est considérée comme rare. Elle n'est pas répertoriée parmi les 51 races de chevaux chinoises présente dans la base de données DAD-IS de la FAO.